# Buddy Murphy
Matthew Adams, meglio conosciuto con il ring name Buddy Murphy (Melbourne, 26 settembre 1988), è un wrestler australiano sotto contratto con la All Elite Wrestling dove si esibisce come Buddy Matthews. È un membro della House of Black e con cui ha dentenuto una volta l'AEW World Trios Championship con Malakai Black e Brody King.
Tra il 2013 e il 2021 ha militato con il ring name Buddy Murphy nella WWE, federazione nella quale ha detenuto una volta il Cruiserweight Championship, il Raw Tag Team Championship con Seth Rollins e l'NXT Tag Team Championship con Wesley Blake.

## Carriera

### Circuito indipendente (2007–2013)
Uno dei primi match di Adams è avvenuto l'8 settembre 2007 nella Professional Championship Wrestling dove lui (con il ring name Matt Silva) e Jacko Lantern hanno sconfitto Adam Brooks e Diaz. Il 3 dicembre 2010 Silva ha vinto il suo primo titolo, il PCW State Championship, sconfiggendo Danny Psycho. In seguito, Silva ha vinto anche l'MCW Heavyweight Championship sconfiggendo Slex il 28 gennaio 2012.

### WWE (2013–2021)
Il 17 marzo 2013 firmò per la WWE, combattendo come Buddy Murphy, e debuttando in un house show di NXT il 23 novembre 2013: qui Murphy, Sawyer Fulton e Troy McClain hanno affrontato Angelo Dawkins, Colin Cassady e Wesley Blake. Nella puntata di NXT del 15 maggio 2014 Murphy e Elias Samson sono stati sconfitti dagli NXT Tag Team Champions, gli Ascension.
Nell'agosto del 2014 Murphy si è alleato con Wesley Blake. Nella puntata di NXT del 14 agosto Blake e Murphy sono stati sconfitti dai Lucha Dragons nel primo turno di un torneo per determinare i contendenti nº1 all'NXT Tag Team Championship degli Ascension. Per il resto del 2014, Blake e Murphy hanno affrontato sempre i Lucha Dragons o i Vaudevillains. Nella puntata di NXT del 21 ottobre Blake e Murphy hanno partecipato ad una Battle Royal per determinare gli sfidanti ai nuovi NXT Tag Team Champions, i Lucha Dragons, ma sono stati eliminati dagli ex-campioni, gli Ascension. Nella puntata di NXT del 21 gennaio 2015 Blake e Murphy hanno sconfitto i Vaudevillains, ottenendo subito un'opportunità titolata contro i Lucha Dragons. Nella puntata di NXT del 28 gennaio Blake e Murphy hanno sconfitto i Lucha Dragons, conquistando così l'NXT Tag Team Champions (primo australiano a vincere un titolo in WWE). L'11 febbraio, a NXT TakeOver: Rival, Blake e Murphy (da quel momento noti semplicemente con i loro cognomi) hanno difeso con successo i titoli contro i Lucha Dragons. In seguito, Blake e Murphy hanno iniziato una faida con Enzo Amore e Colin Cassady; in tale faida c'è stato anche il coinvolgimento di Carmella, accompagnatrice di Enzo e Cass e di Alexa Bliss, la quale si è alleata con Blake e Murphy per contrastare la rivale. Il 20 maggio, a NXT TakeOver: Unstoppable, Blake e Murphy hanno difeso con successo i titoli contro Enzo e Cass grazie anche alla distrazione di Alexa Bliss. Il 22 agosto, a NXT TakeOver: Brooklyn, Blake e Murphy hanno perso i titoli contro i Vaudevillains dopo 219 giorni di regno. Nella puntata di NXT del 18 maggio 2016 Blake e Murphy sono stati sconfitti da Austin Aries e Shinsuke Nakamura; nel post match, Murphy e Alexa hanno lasciato solo Blake sul ring. Successivamente, dopo aver perso anche contro i TM-61, Blake e Murphy si sono ufficialmente separati, con quest'ultimo che ha ufficialmente iniziato la sua carriera in singolo. Nella puntata di NXT del 22 giugno Murphy è stato sconfitto da Shinsuke Nakamura. Nella puntata di NXT del 12 ottobre Murphy ha affrontato il suo ex compagno Wesley Blake ma il match è terminato in un no contest a causa dell'intervento di Samoa Joe ai danni di entrambi.
Nella puntata di 205 Live del 20 febbraio 2018 Murphy ha fatto la sua prima apparizione nel roster principale sconfiggendo Ariya Daivari negli ottavi di finale di un torneo per la riassegnazione del Cruiserweight Championship. Nella puntata di 205 Live del 6 marzo, però, Murphy è stato sconfitto da Mustafa Ali nei quarti di finale del torneo per la riassegnazione del Cruiserweight Championship, venendo dunque eliminato. Nella puntata di 205 Live del 27 marzo Murphy ha vinto un Fatal 4-Way match che comprendeva anche Akira Tozawa, Kalisto e TJP con in palio una futura opportunità titolata al Cruiserweight Championship. Nella puntata di 205 Live del 3 aprile Murphy ha sconfitto Kalisto. Nella puntata di 205 Live del 10 aprile ha attaccato brutalmente il nuovo Cruiserweight Champion Cedric Alexander, confermando di fatto il suo status da heel. Nella puntata di 205 Live del 17 aprile il General Manager di 205 Live, Drake Maverick, ha negato a Murphy l'opportunità di affrontare Cedric Alexander a Greatest Royal Rumble a causa di un leggero aumento di peso dello stesso Murphy (e quindi non più idoneo alla categoria dei pesi leggeri). Dopo aver perso peso, Murphy è tornato a combattere a 205 Live, e nella puntata del 1º maggio ha sconfitto il jobber Liam Louie per decisione arbitrale. Nella puntata di 205 Live dell'8 maggio Murphy ha sconfitto Mustafa Ali. Nella puntata di 205 Live del 29 maggio Murphy ha affrontato Cedric Alexander per il Cruiserweight Championship ma è stato sconfitto. Nella puntata di 205 Live del 5 giugno Murphy è stato sconfitto da Mustafa Ali per squalifica a causa dell'intervento di Hideo Itami. Nella puntata di 205 Live del 19 giugno Murphy ha partecipato ad un Triple Threat match che includeva anche Hideo Itami e Mustafa Ali per determinare il contendente nº1 al Cruiserweight Championship di Cedric Alexander ma il match è stato vinto da Itami. Nella puntata di 205 Live del 3 luglio Murphy ha sconfitto Mustafa Ali in un No Disqualification match. Il 6 ottobre, a Super Show-Down, Murphy ha sconfitto Cedric Alexander conquistando così il Cruiserweight Championship per la prima volta. Il 18 novembre, a Survivor Series, Murphy ha difeso con successo il titolo contro Mustafa Ali. Il 16 dicembre, nel Kick-off di TLC: Tables, Ladders & Chairs, Murphy ha difeso con successo il titolo contro Cedric Alexander. Nella puntata di 205 Live del 15 gennaio 2019 Murphy ha sconfitto il debuttante Humberto Carrillo in un match non titolato. Il 27 gennaio, nel Kick-off della Royal Rumble, Murphy ha difeso con successo il titolo in un Fatal 4-Way match contro Akira Tozawa, Hideo Itami e Kalisto. Il 17 febbraio, nel Kick-off di Elimination Chamber, Murphy ha difeso con successo il titolo contro Akira Tozawa. Il 7 aprile, nel Kick-off di WrestleMania 35, Murphy ha perso il titolo contro Tony Nese dopo 182 giorni di regno. Nella puntata di 205 Live del 9 aprile Murphy ha affrontato Tony Nese nuovamente per il Cruiserweight Championship nella rivincita di WrestleMania 35, ma è stato sconfitto.
Con lo Shake-up del 16 aprile Murphy passò al roster di SmackDown. Nella puntata di NXT del 17 aprile Murphy affrontò Velveteen Dream per l'NXT North American Championship ma venne sconfitto. L'11 agosto, nel Kick-off di SummerSlam, Murphy sconfisse Apollo Crews per squalifica per essere stato attaccato da Rowan. Nella puntata di SmackDown del 13 agosto Murphy venne sconfitto da Roman Reigns. Nella puntata di SmackDown del 20 agosto Murphy sconfisse Daniel Bryan. Nella puntata di SmackDown del 27 agosto Murphy venne sconfitto da Ali negli ottavi di finale del King of the Ring.
Nella puntata di Raw del 14 ottobre Murphy passò in tale roster per effetto del Draft; nella stessa puntata, Murphy sconfisse Cedric Alexander. Il 31 ottobre, a Crown Jewel, Murphy partecipò ad una Battle Royal per determinare lo sfidante di AJ Styles per lo United States Championship più avanti nella serata ma venne eliminato da Erick Rowan. Il 15 dicembre, a TLC: Tables, Ladders & Chairs, Murphy venne sconfitto da Aleister Black. Successivamente, Murphy bene sconfitto altre due volte da Black, in entrambi i casi a Raw. Dopo aver perso la faida con Black, nella puntata di Raw del 13 gennaio 2020, Murphy aiutò inaspettatamente Seth Rollins e gli AOP a sconfiggere Big Show, Kevin Owens e Samoa Joe. Nella puntata di Raw del 20 gennaio Murphy e Seth Rollins sconfissero i Viking Raiders conquistando il Raw Tag Team Championship per la prima volta. Nella puntata di Raw del 27 gennaio Murphy e Rollins difesero con successo i titoli contro Kevin Owens e Samoa Joe. Il 7 febbraio, inoltre, venne annunciato l'accorciamento del ringname di Buddy Murphy in Murphy. Il 27 febbraio, a Super ShowDown, Murphy e Rollins difesero con successo i titoli contro gli Street Profits. Nella puntata di Raw del 2 marzo Murphy e Rollins persero poi i titoli contro gli Street Profits, nella rivincita di Super ShowDown, dopo 42 giorni di regno. L'8 marzo, ad Elimination Chamber, Murphy e Rollins affrontarono nuovamente gli Street Profits per il Raw Tag Team Championship ma vennero sconfitti. Nella puntata di Raw del 20 aprile Murphy venne sconfitto da Rey Mysterio in un match di qualificazione al Money in the Bank Ladder match. Il 19 luglio, nel Kick-off di The Horror Show at Extreme Rules, Murphy venne sconfitto da Kevin Owens. Il 30 agosto, a Payback, Murphy e Rollins vennero sconfitti da Dominik e Rey Mysterio. Nella puntata di Raw del 7 settembre Murphy venne sconfitto da Dominik Mysterio in uno Street Fight. Nella puntata di Raw del 21 settembre Murphy e Rollins parteciparono ad un Triple Threat Tag Team match che comprendeva anche Andrade e Angel Garza e Dominik Mysterio e Humberto Carrillo per determinare i contendenti nº1 al Raw Tag Team Championship degli Street Profits ma il match venne vinto da Andrade e Garza. Nella puntata di Raw del 5 ottobre Murphy e Rollins sconfissero Dominik Mysterio e Humberto Carrillo; poco dopo, a seguito dell'ennesima incomprensione, Murphy e Rollins si separarono ufficialmente attaccandosi brutalmente.
Il 10 ottobre, per effetto del Draft, Murphy tornò al roster di SmackDown. Nella puntata del 16 ottobre Murphy accorse per aiutare Dominik e Rey Mysterio contro il suo ex-mentore Seth Rollins, dando la parvenza di effettuare un turn face, ma dopo averlo respinto, i Mysterio si sono rifiutati di dargli la mano.Nella puntata di SmackDown del 13 novembre Murphy aiutò Rey Mysterio a sconfiggere Rollins in un No Holds Barred match, consolidando dunque il suo turn face e venendo accettato nel finale da Rey e suo figlio Dominick, potendosi dunque ricongiungere con Aalyah. Il 22 novembre, nel Kick-off di Survivor Series, Murphy ha partecipato ad una Battle Royal tra Raw e SmackDown ma venne eliminato da Robert Roode. Nella puntata speciale WrestleMania SmackDown del 9 aprile Murphy partecipò all'André the Giant Memorial Battle Royal ma venne eliminato da King Corbin.
Il 2 giugno 2021, Murphy venne licenziato dalla WWE insieme a diversi colleghi.

### Circuito indipendente (2021–2022)
L'11 settembre 2021, è tornato nel circuito indipendente durante PPW VII, battendo Facade e JT Dunn.

### All Elite Wrestling (2022–presente)
Il 23 febbraio 2022 esordì nella All Elite Wrestling, unendosi a Malakai Black e Brody King.

## Vita privata
Matthew Adams ha avuto una relazione con la collega Alexa Bliss dal 2015 al 2018. Attualmente è impegnato in una relazione sentimentale con Rhea Ripley, attualmente militante nella WWE e il 9 agosto 2023 la coppia annuncia dell'imminente matrimonio.

## Personaggio

### Mosse finali

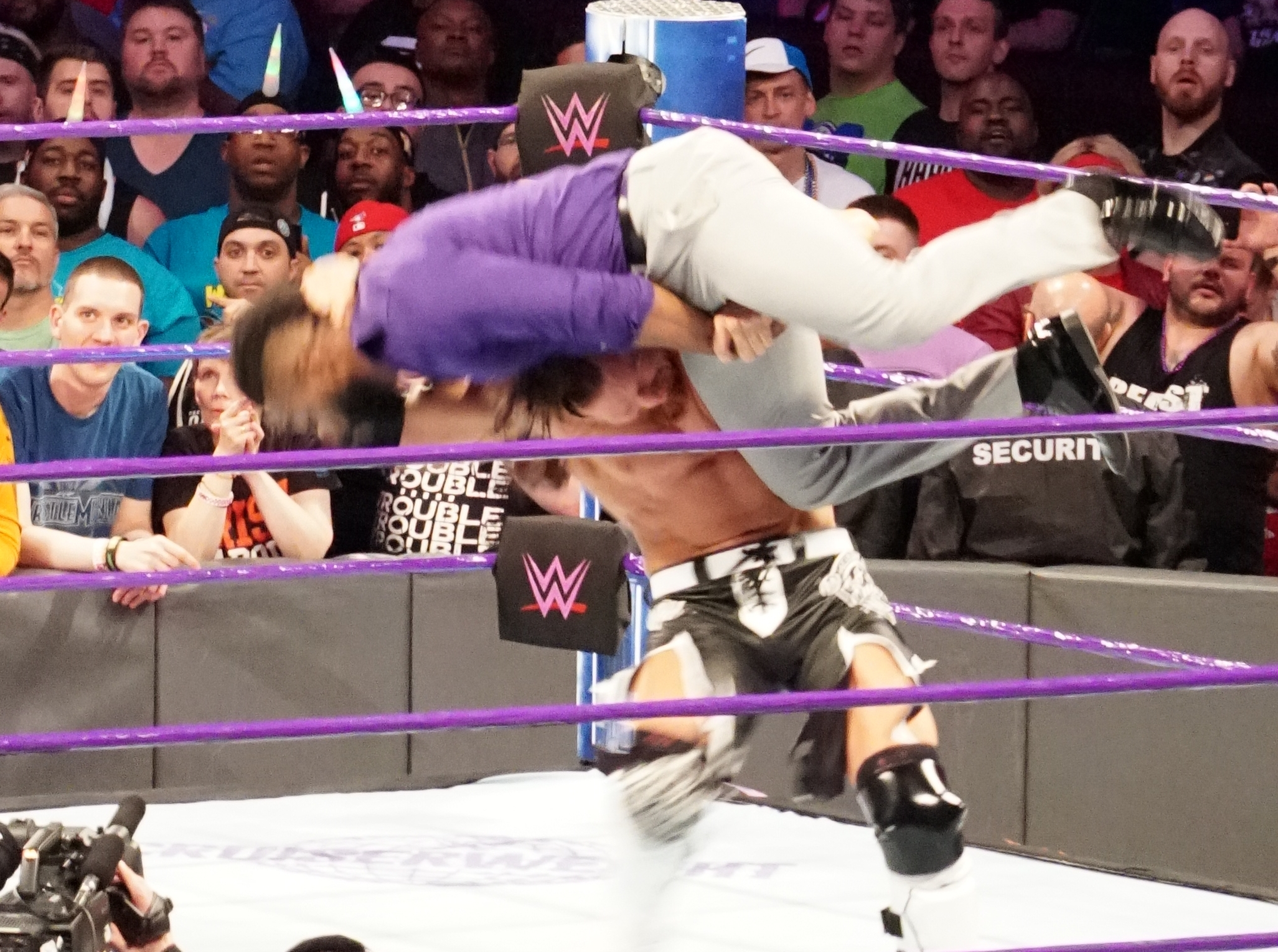
Buddy Murphy esegue la Murphy's Law su Cedric Alexander

- Come Buddy Murphy/Murphy/Buddy Matthews
  - Murphy's Law (Running brainbuster) – 2013–2018
  - Murphy's Law (Pumphandle half Nelson death valley driver) – dal 2018
  - Fireman's carry overhead 180º spinning facebuster seguita da una Crossface – 2013–2018
- Come Matt Silva
  - Lights Out (Electric chair seguita da un German suplex)
  - Running brainbuster

### Soprannomi
- "The Best Kept Secret"
- "The Daredevil from Down Under"
- "The Disciple"
- "The Juggernaut of the Cruiserweight Division"
- "The Juggernaut"[9]

## Titoli e riconoscimenti
- All Elite Wrestling
  - AEW World Trios Championship (1) - con Malakai Black e Brody King[6]
- Ballarat Pro Wrestling
  - BPW Australian Championship (1)
- Melbourne City Wrestling
  - MCW Heavyweight Championship (1)[10]
- Professional Championship Wrestling
  - PCW State Championship (1)[11]
- Pro Wrestling Illustrated
  - 33º tra i 500 migliori wrestler singoli nella PWI 500 (2019)[12]
- WWE
  - WWE Cruiserweight Championship (1)[13]
  - WWE Raw Tag Team Championship (1)[14] – con Seth Rollins
  - NXT Tag Team Championship (1)[15] – con Wesley Blake